# Oorzakelijk voorwerp
Het oorzakelijk voorwerp is een zinsdeel dat voorkomt bij een aantal naamwoordelijk gezegdes, zoals:
- bijster raken/zijn; voorbeeld: Hij raakte het spoor bijster
- beu zijn/worden, bijv. Ik ben zijn gezanik beu.
- schuldig zijn, bijv. Toen ze hem ontmoette, was hij zijn ouders nog € 1000,- schuldig.
- waard zijn, bijv. De collectie die hij naliet, was veel geld waard.
- kwijt zijn, bijv. Zij is haar tas kwijt.
- zat worden, bijv. Hij is het zat,
- gewend zijn, bijv. Wij zijn het gewend
- moe zijn, bijv. Ik ben het geruzie moe.

Oorzakelijke voorwerpen komen ook voor bij: gewoon zijn, indachtig zijn, van plan zijn, zich bewust zijn en rijk zijn.
Het oorzakelijk voorwerp is te onderscheiden van:
- het lijdend voorwerp, omdat het voorkomt met een naamwoordelijk gezegde
- het meewerkend voorwerp, het belanghebbend voorwerp en het voorzetselvoorwerp, omdat het niet kan beginnen met een voorzetsel
- het ondervindend voorwerp, omdat het niet beleefd of ondervonden wordt